# ハワイの宗教

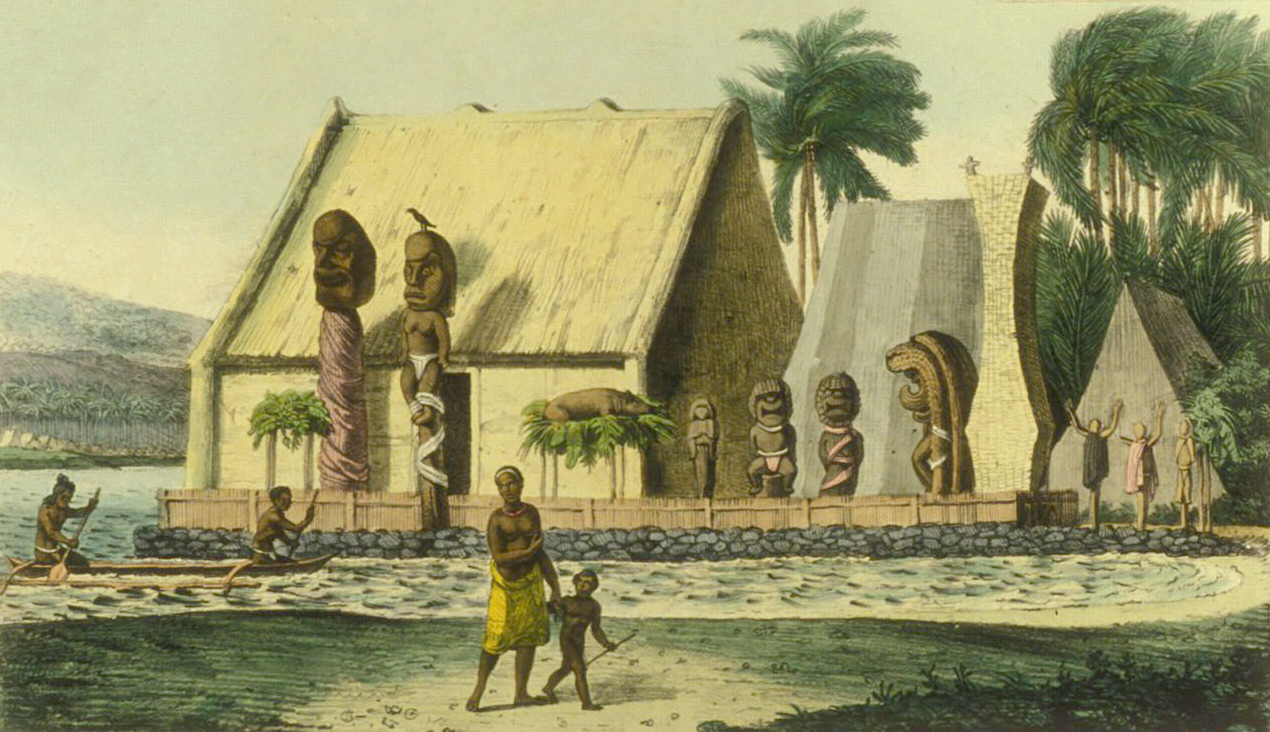
ハワイ島ケアラケクア湾のヘイアウ（1816年）

ハワイの宗教（ハワイのしゅうきょう）は、ハワイの伝説や歴史物語と古代のハワイの人々の格言から構成と、その後起こったおもにキリスト教への宗教的推移を扱っている。神話はポリネシア神話が変形したものと考えられているが、1800年頃より前の数世紀間、神話自体はハワイ独特の性格を持っていた。神話はハワイにおける信仰と関連している。信仰は19世紀に公式に禁止されたが、近代まで現に信仰される状態で一部の実践者によって保存されていた。

## ハワイ先住民の宗教

### ポリネシア人の渡来
ハワイは火山でできた島であり、かつては無人であったが、5世紀から12世紀にかけて南太平洋のポリネシア人が渡来したことが、人類学上・言語学上の研究からわかっている。初めにマルキーズ諸島、次にソシエテ諸島（タヒチ島など）から渡来したといわれる。渡来した人々の中のパアオ(Pa'ao)という人物がハワイ島のモオキニ・ヘイアウへ来て、その後ハワイの宗教となるものを伝えたという。
このハワイの宗教はハワイ人の生活を隅々まで支配し、さまざまなカプ（タブー）を規定し、カフナ（神官）、アリイ（貴族）、庶民、奴隷（戦敗者やタブー破り）の4階級からなる厳格な身分制度を作り、そうした状態は19世紀にキリスト教がもたらされるまで続く。

### 神々
ハワイ先住民の宗教は自然崇拝の多神教で多数の神々があるが、主な神々としては男性のシンボルで戦いの神でもある「クー」 (Kū) 、生命の神「カーネ」 (Kāne) 、農耕の神「ロノ」 (Lono) 、海の神「カナロア」 (Kanaloa) がある。その他の神々にはラカ (Laka) 、キハワヒネ (Kihawahine) 、パパハナウモクがあり、ペレも有名である。また、各家族には家族を守ってくれるアウマクア (Aumakua) を持っている。
神々はたくさんあるので、次のように分類すると理解しやすい： 
- 主神4柱（ka hā）：クー、カーネ、ロノ、カナロア
- 男の神々40柱（ke kanahā）：カーネの化身
- 男神と女神400柱（ka lau）
- 無数の男神と女神（ke kini akua）
- その他の神々(na ʻunihipili）
- 守護の霊（na ʻaumākua）

また、次のように分類もできる：
- 主神4柱、アークア（akua）：クー、カーネ、ロノ、カナロア
- 次の神々、クプア（kupua）：各職業と結びついている
- 守護神、アウマクア（ʻaumakua）：各家族と結びついている

ハワイ神話について古典的な本を書いたマーサ・ベックウィズ (Martha Beckwith) は、この本の冒頭の4章でまず、男神のクーとそれに対比して女神のヒナ、ロノ、カーネ、カナロアの5神を挙げて説明して、その後の章で下位の神々を記述している。また他の研究者は、カーネ、クー、ロノをおもな3神として挙げて「Trinity」という言葉で説明する。

### 創世神話
ハワイ先住民の宗教での創世神話は、ハワイ王朝年代記である『クムリポ』（ハワイ語で「起源」の意味）に語られている。ハワイ王家に代々口承で伝えてきた2102行からなる叙事詩で、カラカウア王が1889年に公表し、ハワイ王朝が終焉したのちの1897年に英訳されて、世界的にも有名になったもの。
その内容は16部に分かれていて、前半の8部が「闇の世界」で、宇宙の始まりから、渾沌の世界から「夜の暗黒」ポーエレ（Boggart）と「根源の闇」クムリポ
（Kumulipo）が現れ、交わって生物が創造された。原初の生物が誕生して、海の生物が誕生する。
後半8部は「光の世界」で、カナロア、カネなどの神々が誕生して、ハワイ諸島とハワイ人の誕生、ハワイ王族の系譜へと続く。

### ハワイ諸島とハワイ人の誕生神話
ハワイ神話では、大地をつかさどる女神「パパハナウモク」（国を産むパパ）と天空をつかさどる男神「ワケア」が結ばれて、ハワイ島、マウイ島、カホオラウェ島が生まれる。 その後パパはタヒチ島に戻ってしまうので、残されたワケアはヒナと結ばれてモロカイ島を、カウラワヒネと結ばれてラナイ島が生まれる。
しばらくしてパパはハワイに戻ってきて、ルアという男神と結ばれてオアフ島を産む。その後もワケアとパパの間にできたのがカウアイ島、ニイハウ島であった。これでハワイ諸島の主な8島の誕生が完成した。参考までに、北西ハワイ諸島のナショナル・モニュメントは「パパハナウモクアケア海洋ナショナル・モニュメント」と命名されている。ハワイ諸島への移住と各島の命名については、南の島に住むハワイロアが偶然発見してそこへ家族へ移住して子供たちの名前を付けた、などの神話もある。
ハワイ神話では、ハワイ人の祖先はハーロア（Hāloa）であるといわれている。ワケアがパパとの間の娘ホオ・ホクラカニと関係してできた第一子は死産で、それを葬ったらそこからタロイモが出てきたという。第二子はハーロアといい、彼がハワイ人の祖先であると信じられている。このためタロイモはハワイでは大切に扱われている。また、この神話はチャント「ハーロア」として、今でもハワイでよく聞かれる。なお、ハワイ人の祖先はクムホヌア (Kumu-Honua) であるという神話は、アダムとイブの話によく似ており、19世紀にキリスト教が入ってきてからの創作と言われている。

### ハワイの新年
ハワイの宗教に根差す新年はマカヒキといい、プレアデス星団（すばる）が日没後すぐに水平線に上る時期の最初の新月で、それから4か月を収穫と休息の時期としていたもの。この時期は現在では11月末に当たる。様々な神のうち通常はクーの神が優勢であるが、マカヒキの期間はロノが優勢で、ロノを祭るヘイアウ（聖所）では白い布 (Kapa) を垂らして盛大に祝う。この期間、クーを祭るヘイアウでも棒の上に白い布をつけて、いまはロノが司る期間であることを示す。

## ハワイのキリスト教化
アメリカやフランス、イギリスといった国々のキリスト教各宗派がハワイなど太平洋の島々で宣教を始めたのは18世紀末からである。この頃、多くの島々では首長を頂点とした社会階層（首長制社会）が形成されつつあった。派遣された宣教師はまず首長をキリスト教に改宗（英：Christianization）させることでその統治下にある人々も改宗させていった。首長もその地位を確固たるものにすべく宣教師の協力を必要としていた。こうしてハワイ、タヒチ、トンガといった島々では、キリスト教を国教とする王国が成立していった。
キリスト教の到達に先立ち、ハワイ王国では極めて重大な変化が起こっていた。1819年、カメハメハ1世（大王）の後を継いで即位した長男のカメハメハ2世は、長くハワイの人々が守ってきたカプ制度を廃止した。カプ制度は聖と俗を分けるさまざまな禁忌を定めていたが、それは人々に神々の加護を約束しマナの衰えを防ぐ目的のものであり、社会的な秩序の維持を支えるものでもあった。その年の5月、前王の服喪のためカプが一時的に中止されていたが、11月、カメハメハ2世は大王の妻のカアフマヌ（執政）と母のケオプオラニの説得に応じ、カプの全廃を布告して、この時に現在「クアモオ墓地」と呼ばれる場所で戦いがあり、カメハメハ2世側が勝利している。ケオプオラニは前王の妃の一人だったカアフマヌに協力したのだが、カアフマヌや側近らはカフナ（神官）やヘイアウ（神殿）の権威を潰すことでカメハメハ2世の権力を脅かす他の族長の権力も抑えようとしたと考えられている。カプによって生活上さまざまな拘束を受けていた人々がカプの廃止を受け入れたことで、神の存在は否定され、カフナは拒絶され、ヘイアウは破壊され、宗教的な儀式は中止された。それは社会や秩序を維持してきた法の喪失でもあった。キリスト教宣教師が到着したのは、古来からの信仰が失われたちょうどこの時期だった。古来の信仰が禁止されていたところに、キリスト教が急速に浸透していった。

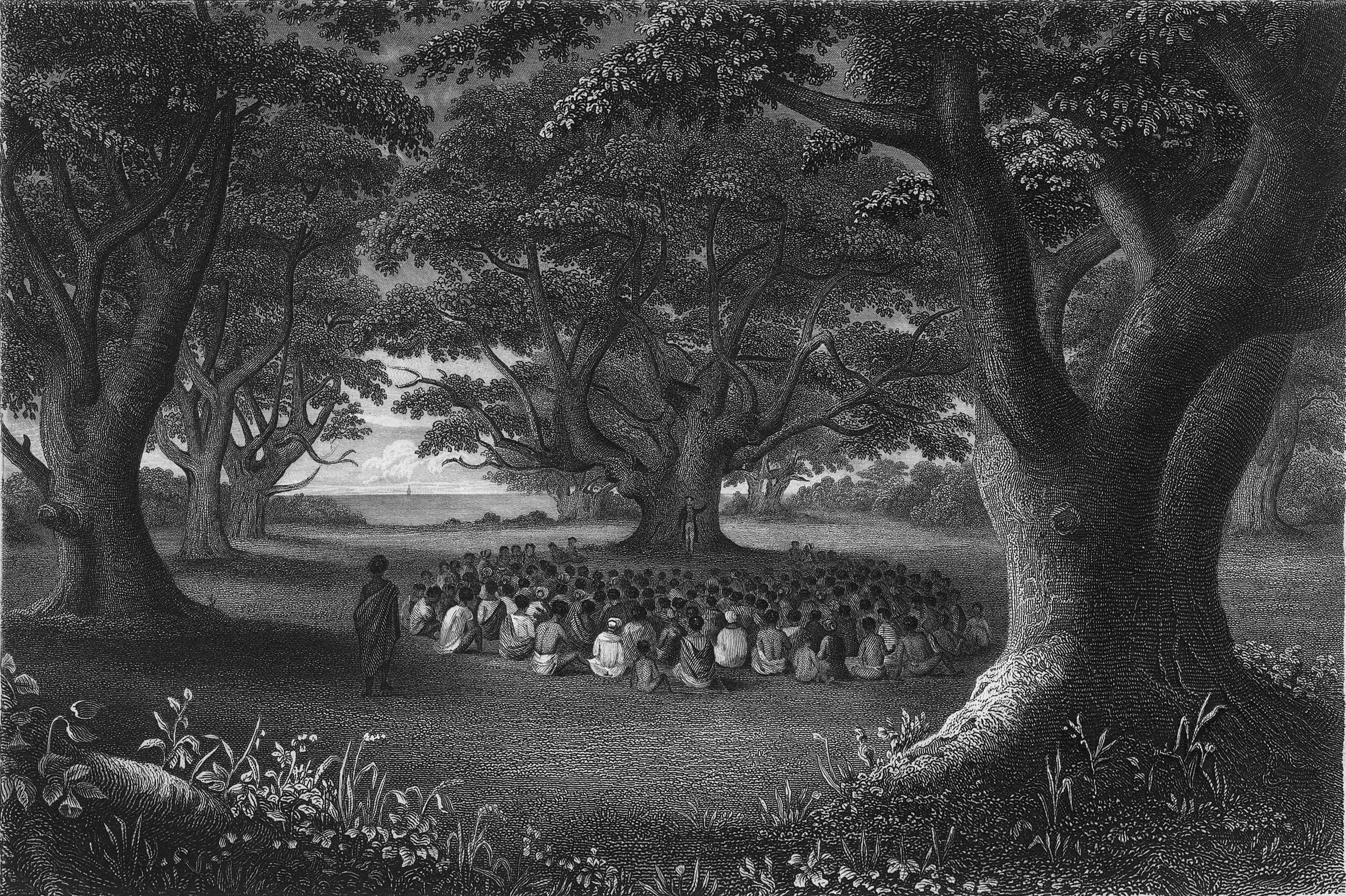
1841年の宣教師による布教の様子

1820年、まずプロテスタントの会衆派影響下のアメリカ海外伝道評議会の宣教師がハワイに到着した。その後、1827年にフランスからカトリック教会の神父が到着したが、すでに宗教的にも社会基盤や政治の面からもプロテスタンティズムが浸透しており、カトリックは布教を許されず、1837年にはカメハメハ3世によってカトリック信仰の禁止が布告された。禁止令は2年後に解除されてカトリックの布教が始まったものの、ハワイではこんにちもプロテスタントの方が多くの人々に信仰されている。1850年には末日聖徒イエス・キリスト教会（モルモン教会）が活動を開始した。さらに1862年には英国公教会が到着したものの出足が遅かったため信徒を増やすのは困難であった。その後もプロテスタント宗派がいくつか活動した。アメリカ海外伝道評議会については、ハワイ伝道教会 (Hawaiian Evangelical Association) が設立された1850年代から1860年代の頃にハワイへの支援を終了し、以後はハワイ伝道教会に属するハワイ人の牧師が各地の教会の監督に当たっている。
キリスト教の宣教を進める過程で、宣教師やその妻などによる文字教育も進められていった。人々が現地語に翻訳された聖書を読めるようになることが目的であったが、人々は読み書きができるようになった代わりに古来の口承文学から離れていった。こんにち知られているハワイの伝統的な文化についての情報は、その多くが、宣教師から教育を受けたハワイ人のキリスト教徒が記録したものである。宣教師はまた、カフナが行う呪術やアウマクア（祖先神）信仰といった古くからの伝統文化を異教的だとして禁止した。しかしキリスト教徒となってからも古来からの信仰を持ち続ける人々もいた。

## 現代における宗教
ホノルル郡においては2010年の統計で、キリスト教カトリックが18.2％、プロテスタントが12.6％（うち福音派は9.7％、伝統派は2.9％）、末日聖徒イエス・キリスト教会が5.1％、仏教が2.5％で、その他様々な宗教もあり、無宗教が60.7％であった。 仏教はおもに日本人移民によるもので、1889年に浄土真宗本願寺派のハワイ開教区（Honpa Hongwanji Mission of Hawaii）を始めとして、その後様々な宗派が来ている。

## 読書案内
- 新井朋子 『ハワイの神話 モオレロ・カヒコ』 文踊社〈HULA Le'a特別編集〉、2009年5月、ISBN 978-4-904076-09-5。
- 井上昭洋 「ハワイ人とキリスト教：文化と信仰の民族誌学（26） ハワイ人の宗教文化 (PDF) 」、 『グローカル天理』 第12巻第5号、天理大学附属おやさと研究所、2011年5月。